# Ермолао Барбаро (філософ)
Ермолао Барбаро (1454—1493/1495) — ренесансний філософ, перекладач, дипломат, єпископ Аквілеї. Венеційський політичний діяч, посол у папському Римі, через якого здійснювався вплив Папи на Венецію. Був автором кількох творів з медицини й природничих наук, часом викладаючи їх під впливом алхімічних уявлень. Переклав на італійську твори Аристотеля.